# Jung Bu-Kyung
Jung Bu-Kyung, född den 25 maj 1978 i Seoul, Sydkorea, är en sydkoreansk judoutövare.
Han tog OS-silver i herrarnas extra lättvikt i samband med de olympiska judotävlingarna 2000 i Sydney.